# Aiptasiogeton pellucidus
Aiptasiogeton pellucidus är en havsanemonart som först beskrevs av Hollard 1848.  Aiptasiogeton pellucidus ingår i släktet Aiptasiogeton och familjen Aiptasiidae. Inga underarter finns listade i Catalogue of Life.